# Boletina crassicauda
Boletina crassicauda är en tvåvingeart som beskrevs av Van Duzee 1928. Boletina crassicauda ingår i släktet Boletina och familjen svampmyggor.
Artens utbredningsområde är Alaska. Inga underarter finns listade i Catalogue of Life.